# Les Randonnées de Fifi Brindacier
Cet article concerne le film. Pour les autres significations, voir Fifi Brindacier (homonymie).
Pour plus de détails, voir Fiche technique et Distribution.
Les Randonnées de Fifi Brindacier ou Fifi Brindacier en balade (titre original suédois : På rymmen med Pippi Långstrump) est un long métrage suédois réalisé par Olle Hellbom, sorti au cinéma en Suède en 1970. C'est un film pour la jeunesse, adapté des fictions radiophoniques et des livres de l'auteur suédois Astrid Lindgren mettant en scène la « sauterelle ». 
Les longs métrages Les Randonnées de Fifi Brindacier ainsi que Fifi Brindacier et les Pirates (Pippi Långstrump på de sju haven), suivent la série télévisée Fifi Brindacier. 
Pour leur diffusion à la télévision, ils ont été découpés en 4 parties représentant les épisodes 14 à 17 pour Fifi Brindacier et les Pirates et 18 à 21 pour "Les Randonnées de Fifi Brindacier" de la série télévisée.
Dans les pays francophones, le titre actuel est Fifi Brindacier en balade,.

## Synopsis
Tommy et Anika passent des moments difficiles avec leurs parents : où est l'amusement d'être toujours grondé et de devoir désherber le jardin ? Les deux enfants décident de s'enfuir avec leur amie Fifi Brindacier. Leur vie itinérante leur semble d'abord très passionnante et rencontrent beaucoup de personnes intéressantes, comme le vieux colporteur Kondrad. Mais lorsqu'ils viennent à manquer d'argent et de vivres, les problèmes commencent...

## Fiche technique
- Titre français : Les Randonnées de Fifi Brindacier ou Fifi Brindacier en balade[1]
- Titre original : På rymmen med Pippi Långstrump
- Pays :  Suède
- Langue : suédois
- Format : couleur
- Son : Dolby
- Durée : 99 minutes
- Date de sortie :
  -  Suède : 14 novembre 1970

## Distribution
- Inger Nilsson (VQ : Nicole Fontaine) : Fifi Brindacier
- Maria Persson (VQ : Ève Gagnier) : Annika
- Pär Sundberg (VQ : Flora Balzano) : Tommy
- Öllegård Wellton (VQ : Claudine Chatel) : Ingrid Settergren, la maman de Tommy et Annika
- Fredrik Ohlsson (sv) (VQ : Ronald France) : Sven Settergren, le papa de Tommy et Annika
- Hans Alfredson (VQ : Jean Fontaine) : Konrad le Colporteur
- Walter Richter (de) (VQ : Yves Massicotte) : le fermier
- Benno Sterzenbach (VQ : Léo Ilial) : le policier